# Monte Compatri
Monte Compatri is een gemeente in de provincie Rome in de Italiaanse regio Latium (Lazio). Het ligt ongeveer 20 km ten zuidoosten van Rome.
Op 1 januari 2005 had het een bevolking van 8.971 personen. De gemeente Monte Compatri is 24,4 km² groot en grenst aan de volgende gemeenten: Colonna, Grottaferrata, Monte Porzio Catone, Rocca di Papa, Rocca Priora, Rome, San Cesareo en Zagarolo.

## Geboren
- Antonio Augusto Intreccialagli (1852-1924), karmeliet, bisschop van Caltanissetta, aartsbisschop van Monreale
- Alessandro Moreschi (1858-1922), castraatzinger voor de paus

## Externe link

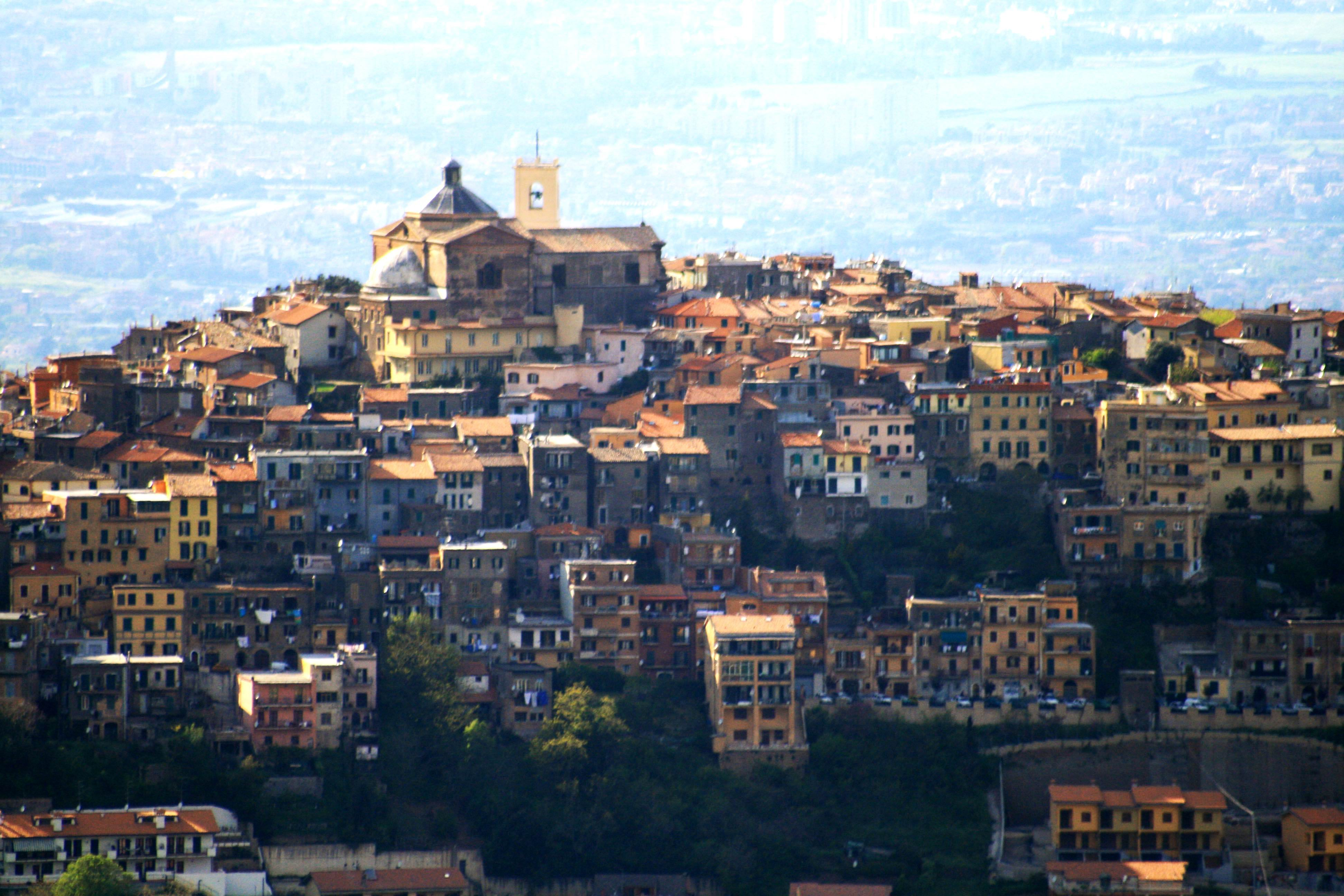
Monte Compatri